# Ella Riemersma
Ella (Eelkje) Riemersma (Dordrecht, 27 juni 1903 - Wenen, 1993) was een grafisch ontwerpster. Zij werkte met de signaturen: E.R., Ella R. of voluit Ella Riemersma.
Haar vader: Pieter Riemersma was werkzaam als notarisklerk. Het gezin verhuisde in 1901 van Leeuwarden naar Dordrecht waar Ella in 1903 werd geboren. Later kwam zij in Amsterdam terecht en verhuisde in 1932 naar Den Haag. Na 1945 vertrok zij met haar man Jan Anne Bordes naar Hilversum. Na het overlijden van haar man in 1948 vertrok Ella Riemersma naar Wenen waar zij in volkomen anonimiteit in 1993 is overleden.
Van haar opleiding zijn geen bijzonderheden bekend, wel dat zij in 1924 lid was van het schildersgenootschap Pictura in Dordrecht.
Omstreeks 1922 illustreerde zij al enige boekjes en maakte zij modetekeningen voor De Groene Amsterdammer en De Vrouw en haar Huis. Ze maakte tevens illustraties voor het kindermaandblad Ons Thuis van Henriëtte Dietz en Katharina Leopold.
Ella Riemersma ontwierp boekbanden en illustraties voor de volgende uitgeverijen; H.W. Becht, Jacob van Campen, P.N. van Kampen, J.M. Meulenhoff, NV. Ontwikkeling, Querido, Van Holkema & Warendorf, L.J. Veen en Elsevier alle in Amsterdam, Hollandia Drukkerij, Baarn, P. van Belkum Az, Zutphen, G.B. van Goor en Zonen, Gouda/Den Haag, Philip Kruseman, Den Haag, W. de Haan, A.W. Bruna & Zoon in Utrecht, Kluitman in Alkmaar, J.H. Kok in Kampen en P. Valkhoff in Amersfoort. Daarbij waren talloze kinderboeken, waarvoor zij meestal ook de illustraties verzorgde. 
Bij uitgeverij Hollandia ontwierp zij onder andere de boekband van het eerste boek van Josine Reuling, Siempie.
Zij verzorgde ook reclameopdrachten voor het Gemeentelijk Electriciteitsbedrijf in Amsterdam en voor de cacaofabriek A. Driessen. Voor de uitgever Weenenk & Snel ontwierp zij diverse series prentbriefkaarten met thema's variërende van Hartelijk Gefeliciteerd tot Sinterklaas afbeeldingen. Voor het typografische tijdschrift Het Tarief ontwierp zij in 1925 de omslagillustratie.

## Expositie
Van vrijdag 21 januari t/m donderdag 21 april 2011 was er in de Centrale Bibliotheek Dordrecht, Groenmarkt 153, een expositie over Ella Riemersma als illustratrice en boekbandontwerpster.